# Lithiumnitride
Lithiumnitride is een chemische verbinding met de formule {\displaystyle {\ce {Li3N}}}. Het is het enige stabiele alkali-nitride. De vaste stof heeft een rood-roze kleur en een hoog smeltpunt. Naast {\displaystyle {\ce {Li3N}}} zijn ook bij hogere drukken {\displaystyle {\ce {LiN2,\ LiN}}} en {\displaystyle {\ce {LiN5}}} bekend.

## Synthese en risico
Lithiumnitride wordt verkregen door de directe reactie tussen lithium en stikstofgas.
{\displaystyle {\ce {6Li\ +\ N2\ \longrightarrow \ 2Li3N}}}
In plaats van metallisch lithium in een stikstofatmosfeer te verbranden wordt een oplossing van lithium in vloeibaar natrium met stikstofgas behandeld. Deze reactie verloopt al bij kamertemperatuur, maar dan erg langzaam. De reactie wordt meestal uitgevoerd bij ongeveer 100 ᐤC, een temperatuur net boven de smelttemperatuur van natrium.
Lithiumnitride reageert heftig met water, waarbij ammoniak ontstaat:
{\displaystyle {\ce {Li3N\ +\ 3H2O\ \longrightarrow \ 3LiOH\ +\ NH3}}}
Wordt lithiumnitride in een waterstofstroom verhit, dan ontstaat via lithiumamide {\displaystyle {\ce {(LiNH2)}}} en lithiumimide {\displaystyle {\ce {(Li2NH)}}} uiteindelijk lithiumhydride en stikstofgas:
{\displaystyle {\ce {2Li3N\ +\ 3H2\ \longrightarrow \ 6LiH\ +\ N2\uparrow }}}

## Structuur en eigenschappen
{\displaystyle {\ce {\alpha Li3N}}} (stabiel onder standaardomstandigheden) heeft een ongebruikelijke kristalstructuur: het bestaat uit twee soorten lagen. De ene heeft de samenstelling {\displaystyle {\ce {Li2N^{-}}}}, de stikstof-atomen zijn hierin 6 gecoördineerd, de andere laag bestaat uitsluitend uit lithium-kationen.
Naast de alfa-vorm zijn ook {\displaystyle {\ce {\beta Li3N}}} en {\displaystyle {\ce {\gamma Li3N}}} bekend. De beta-vorm ontstaat uit de alfa-vorm bij 4200 bar = 4,2∙108 Pa met dezelfde kristalstructuur als natriumarsenide. {\displaystyle {\ce {\gamma Li3N}}} ontstaat uit de beta-vorm bij een druk van ongeveer 4∙1010 Pa en heeft dezelfde kristalstructuur als {\displaystyle {\ce {Li3Bi}}}.
Lithiumnitride is een goede ionengeleider (ladingtransport via ionen in plaats van elektronen).

## Toepassingen[1]
In de metallurgie wordt lithiumnitride toegepast om stikstof aan legeringen toe te voegen.
Lithiumnitride wordt in combinatie met brandstofcellen ook onderzocht als opslagmedium voor waterstof, omdat het door reactie tot 9,3 gewichts% waterstof kan opnemen. De reactie verloopt via lithiumimide en lithiumamide. Omdat de reactie tussen het imide en het amide reversibel is, komt het practische waterstofgehalte uit op 7%. Voor een practische toepassing is momenteel (2023) de werktemperatuur van ongeveer 255 °C te hoog.
{\displaystyle {\ce {Li2N\ +\ 2H2\ \longrightarrow \ Li2NH\ +\ LiH\ +\ H2\ _{\longrightarrow }^{\longleftarrow }\ LiNH2\ +\ 2LiH}}}